# 安托万·德圣埃克絮佩里
安托萬·德·聖修伯里（法語：Antoine de Saint-Exupéry，發音：[ɑ̃twan də sɛ̃t‿ɛɡzypeʁi] ⓘ；1900年6月29日—1944年7月31日），法國作家、飛行員，生於里昂，以著作《小王子》聞名。1944年披甲對抗納粹德軍，於7月31日執行飛行任務時失蹤，後獲得“法兰西烈士”稱號。其他著名的小說有《夜航》、《風沙星辰》等。
2004年4月，失蹤近60年的聖修伯里飛機殘骸在法國南部馬賽附近的海域被尋獲。在他逝世50周年时，法国将他與小王子的形象印在50法國法郎的钞票上，位於其家鄉的里昂圣埃克絮佩里机场也是以其命名。

## 生平

### 童年和青年时期
安托万·德·聖修伯里出生于一个贵族家庭，在五个孩子中排行老三，他有三个姐妹和一个金发小弟弟弗朗索瓦（François）。父亲让·德·聖修伯里（Jean de Saint-Exupéry，1863-1904）是伯爵，1904年死于中风，此时安托万还未满四岁。母亲玛丽·德·丰斯科隆布（Marie de Fonscolombe）独自抚养五个孩子。
安托万最亲近的知己是他的弟弟弗朗索瓦，却在15岁时患上风湿热，并不幸死于心包炎。那是 1917年夏天，他们都在瑞士弗里堡的玛丽亚修会学校上学。安托万在弟弟离世前一直照顾他，并在《小王子》一书的结尾处写到：“他的脚踝处闪过一道金光。他似乎呆了一下，也没有喊叫，像一棵树一样倒下了。因为地上是沙子，他甚至没有发出一点声音。” 安托万在 17 岁就成了家里唯一的男性。受到弟弟离世和一战的影响，安托万开始创作讽刺普鲁士士兵的漫画，并开始写诗。

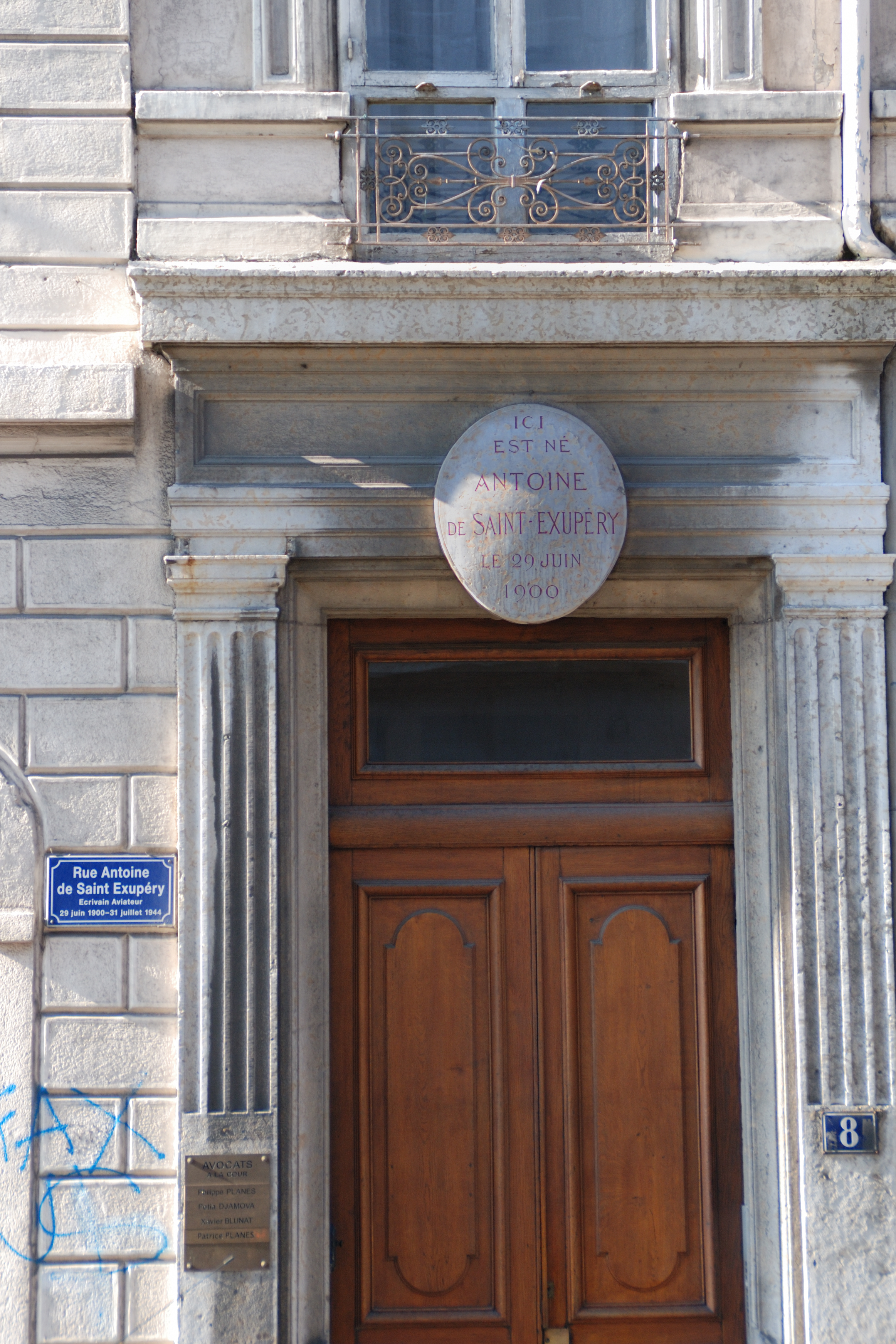
聖修伯里出生的房子，位于里昂

1917年，他通过了高中毕业会考，成绩平平，随后两次报考海军学校落榜。他的理科成绩很好，文科成绩却很差。此后，他对美术和建筑产生了兴趣，并进入了法国美术学院学习建筑，但 15 个月后半途而废。1918年他结识了作家路易丝·德·维尔莫兰（Louise de Vilmorin），开始写爱情诗。
1921年，聖修伯里成为了一名骑兵，开始了军旅生涯。他在斯特拉斯堡附近的 Neuhof 服役，并开始接受飞行员培训。

### 飞行员生涯
1926年聖修伯里在斯特拉斯堡服兵役时成为一名邮政飞行员，往返于图卢兹和塞内加尔。1929年他迁往南美洲。1932年，他的事业进入了一个困难时期，辗转于越南（1934年）、莫斯科（1935年）和西班牙（1936年）。这段经历为他提供了许多写作灵感，集中体现在《人类的大地》一书中。
1939年，他离开法国来到美國纽约，希望和美軍一起抵抗纳粹对法国的侵略。1944年春天，他终于如愿以偿。

### 沙漠坠机
1935年12月30日，凌晨02:45，在飞行了19小时44分钟后，聖修伯里和他的机械师安德烈·普雷沃（André Prévot）在撒哈拉沙漠中坠机。两个人都幸存了下来。当时他们正试图打破巴黎到西贡的最短飞行时间记录，争夺150,000法郎的奖金。坠机地点可能在Wadi Natrun山谷附近，靠近尼罗河三角洲。
两人虽然逃过了坠机，却面临着严重的脱水。他们只带了一幅简陋的地图、一些水果和只够两人喝一天的饮用水。两人都出现了幻觉，迷失在巨大的沙丘之间。最终，第四天，一个骑着骆驼的贝都因人发现了他们，并用当地治疗脱水的办法拯救了他们的生命。这段濒临死亡的经历体现在《人類的大地》和《小王子》中。

### 旅居美加

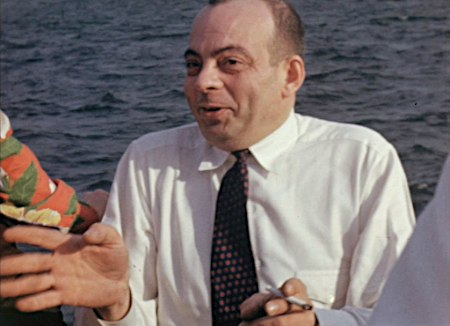
1942年5月，聖修伯里于法德已签订停战协议时仍在加拿大蒙特利尔发表支持法国的巡回演说。此时他饱受焦虑的困扰，并一度因为胆囊炎卧床不起。

1940年，法兰西第三共和国和德国纳粹签订了第二次贡比涅停战协定。聖修伯里随即通过葡萄牙，在1940年的最后一天来到了美国纽约，希望能让美国尽快加入反对纳粹的战争。1941年1月14日，在Hotel Astor举办的一次约有1500人出席的作家午餐会中，聖修伯里得到了他的作品《风沙星辰》（法文版名为“人的大地”）一年前赢得的美国国家图书奖，当时他正为法国而战斗。妻子孔苏埃洛·德圣埃克絮佩里先是迁往法国南部小镇奥佩德的艺术家社区，几个月后也来到了纽约。
1941年1月-1943年4月，聖修伯里居住在纽约中央公园南的一间双阁楼公寓里。他还有两处住所，分别是纽约长岛阿舍罗肯区的豪宅The Bevin House和曼哈顿比克曼广场的连栋房屋。
一些学者认为，聖修伯里在美国期间和美国著名飞行员查尔斯·林德伯格的妻子安妮·莫罗·林德伯格（Anne Morrow Lindbergh）关系亲密。讽刺的是，聖修伯里到美国的目的是劝说美国政府加入盟军，安妮和她的丈夫查尔斯都强烈反对美国加入欧洲的战争。
更讽刺的是，二战期间聖修伯里和林德伯格都成为了P-38 闪电式战斗机的飞行员，林德伯格秘密参与了太平洋战争，而聖修伯里不久后就永远消失在地中海上空，举世震惊。
聖修伯里不喜欢美国人称呼他“修伯里先生”，到美国后才逐渐接受。他在美国期间完成了《战争飞行员》，广受好评。还有《给人质的一封信》，献给纳粹控制下的四千万法国人民，以及许多支持法国的短篇。
1942年暮春，聖修伯里夫妇在加拿大魁北克逗留了几个星期。他们居住在哲学家夏尔·德科宁克家，并在那里遇到了他八岁的儿子托马斯，这是个有着一头金色卷发的早熟孩子。
1942年下半年，聖修伯里在纽约和阿舍罗肯写出了《小王子》，并于10月份完成了手稿。几个月后，也就是1943年初，《小王子》在美国以英语和法语出版，直到作者逝世和法国復國之后，书才在法国出版。

### 死亡之谜
1944年7月31日，聖修伯里駕駛一架序列號42-68223的F-5B偵查機（P-38 閃電式戰鬥機的偵查機型），由科西嘉島起飛前往法國南部偵查時失蹤，時年44歲。
1950年5月12日，安托萬·聖修伯里上校的名字出现在空军将士阵亡名单上，并写着“他在1940年到1943年间证明了他为祖国服务的热情和忠诚”，及“1944年7月31日，在执行勘察任务返航时，为被侵占的祖国光荣牺牲。”
2004年4月7日，法國文化部所屬「水下暨海底考古研究部」（DRASSM）證實在地中海馬賽外海里烏島東方被尋獲的飛機殘骸確實是聖修伯里駕駛的座機。
2008年，一名前納粹德國空軍飛行員霍斯特·里佩特承認自己在1944年7月31日於地中海上空擊落的飛機可能正是聖修伯里駕駛的座機，他對此深表懊悔。但事件未能確實。
雖然聖修伯里的遺體沒有被發現，但在法國巴黎先賢祠有刻有聖修伯里的名字的紀念碑以表揚其貢獻。
有兩顆小行星分別以B-612和作者名字命名以紀念聖修伯里。

## 作品

### 飞行员（L'Aviateur）
出版于1926年。这是他出版的第一部作品，后来被扩写成《南方邮航》。

### 南方邮航（Courrier Sud）
出版于1929年。聖修伯里借助雅克·贝尼斯（Jacques Bernis）的形象描述了自己作为飞行员的生活和情感，热纳维耶芙（Geneviève）的形象则是法国作家路易丝·德·维尔莫兰（Louise de Vilmorin）的投影。

### 夜航（Vol de Nuit）
出版于1931年12月。《夜航》由作者的朋友安德烈·紀德作序，并为他赢得了费米娜文学奖，让他跻身名作家的行列。这本书受到了广泛的欢迎，并被翻译成多种语言，好莱坞甚至买下了它的电影版权。
主角里维埃的灵感来自于作者的上司迪迪埃·多拉（Didier Daurat）。

### 人間大地（Terre des Hommes）
法文原名為《人間大地(又名人類的大地)》（Terre des hommes （页面存档备份，存于）），出版於一九三九年，英文版同年於美國問世，書名為《風沙星辰》（Wind, Sand and Stars）。細膩感性的文字刻劃以飛行員身分航行於歐洲、非洲與南美，在撒哈拉沙漠墜機、與死神擦身而過等生命經歷、情感及回憶。此書榮獲法國最重要的文學獎──法蘭西學院文學大獎（Le grand prix de littérature de l'Académie française）之小說獎。
《紐約時報》在七十年前如此評論《風沙星辰》：
「這是一本既美麗又英勇的書，在此價值混亂的時代，每個人都該讀它，使我們重拾人性的驕傲與奮激。」
这部作品也是作者對梅尔莫兹（Mermoz）和吉约梅（Guillaumet）的友情献礼。以一個飛行員的高海拔視角展開書寫，書中種種意象與思考不久後逐漸幻化為既抽象又清明的心靈關照故事──《小王子》中的許多情節。
胡晴舫：「藉著飛行，聖修伯里得以清澈的眼與心俯瞰一切，學會去『從宇宙的規格衡量人類』。」
徐麗松：「《小王子》是聖修伯里的自身投射，是個分身，而真正的聖修伯里其實藏在《風沙星辰》裡。《風沙星辰》是個小王子長大後的世界。」
墜機後歷劫歸來、幾度被這片人類的大地殘酷吞噬，他終於在文字中點明了自身最在意的核心價值──那不是個人與個人之間的愛，而是「全人類之間」的愛。
從更深層次来说，他還從一個浪漫的视角描述了人性的高贵。觸及了文學與哲學的極「高度」。

### 戰爭飛行員（Pilote de guerre）
1942年出版。英文版書名為《航向阿哈斯》（Flight to Arras）。

### 小王子（Le Petit Prince）
作者于1940-1942完成的作品，1943年在纽约出版，同時發行法文版與英文版。
繁體中文版最早由陳錦芳博士翻譯，水牛出版社 （页面存档备份，存于）發行。

### 给人质的一封信（Lettre à un otage）
1944年在美国发表。

### 要塞（Citadelle）
出版于1948年。

### 青年时代的信札（Lettres de jeunesse (1923-1931)）
出版于1953年。1976年更名为《青年时代给一个虛構朋友的信》（Lettres de jeunesse à l'amie inventée）后重新出版。

### 笔记（Carnets）
出版于1953年，1975年重新结集出版。这是作者对1935~1940年间的一个日程本和五个记事本上的内容的整理，内容广泛，展示了一个作家对科学、宗教和文学的浓厚兴趣，还有对一些名言警句的思考。

### 给母亲的信（Lettres à sa mère）
出版于1955年，包含了作者在1910~1944年间和母亲的通信。

### 舞者玛侬（Manon, danseuse）
这部短篇小说完成于1925年，出版于2007年。这是一个舞女玛侬和一个四十岁的男人之间的爱情故事，这个男人严肃，悲伤，正寻找生命的意义。从他们相识开始，男人就一直保护着这个他以为是舞女的“可怜的小姑娘”。他们在汽车旅行途中发生了没有爱的性关系。但某天，玛侬的三个主顾告诉他，她其实是个妓女。他们断交后重新见面，玛侬投身一辆大卡车的车轮，但自杀未遂，只是腿瘸了。

### 给一个陌生女人的信（Lettres à l'inconnue）
出版于2007年11月。这是作者写给一个红十字急救护士的情书合集。1943年5月，他们在Oran-Alger的火车上相遇。

## 紀念
法国进入欧元区前，50法郎的纸币是瑞士设计师羅傑·福德设计的《小王子》主题，上有是聖修伯里头像和《小王子》插图，包括一副蟒蛇吃大象的图画。用放大镜可以看到上面的微缩文字“Le Petit Prince”。法国另於1993年10月发行了一款面值50法郎的纪念币，一面是聖修伯里的画像，另一面是小王子。